# Uschi Zietsch
Uschi Zietsch (ur. 3 sierpnia 1961 w Monachium) – niemiecka pisarka, autorka między innymi powieści fantasy, science-fiction oraz książeczek dla dzieci o zwierzętach.
Publikuje również powieści i opowiadania pod pseudonimem Susan Schwartz, a także powieści telewizyjne i kryminały pod innymi pseudonimami.

## Życiorys
Zietsch, jest córką bawarskiego polityka Friedricha Zietscha. W wieku lat 19 zrobiła maturę w Monachium, a następnie studiowała prawo, nauki polityczne, teatrologię i historię.
Już jako dziecko zaczęła pisać; jej pierwsza powieść Sternwolke und Eiszauber została wydana w 1986 nakładem wydawnictwa Heyne.
Z powodu niewystarczających możliwości wydawania swoich publikacji, zdecydowała się na założenie własnego wydawnictwa o nazwie Fabylon. Stamtąd wyszły jej kolejne dzieła.
W 1991 r., na Targach Książki we Frankfurcie nad Mene, nawiązała kontakt z Wernerem Fuchsem z Fatasy Productions (wydawcy m.in. gry fabularnej Das Schwarze Auge) oraz z Florianem Marzinem, ówczesnym redaktorem naczelnym wydawnictwa Pabel-Moewing, i opublikowała dwie powieści o Awenturii, ponad 60 zeszytów do serii Perry Rhodan, jak również wspomogła siostrzaną serię Atlan, gdzie w jednym z cyklów przejęła również redagowanie strony kontaktów z czytelniami. Ponadto współtworzyła serię science-fiction Bad Earth i opracowywała zeszyty i wydania książkowe do serii Maddrax i SpellForce (cykl powieści do popularnej gry komputerowej).
W październiku 2008 wyszedł pierwszy z dwudziestoczęściowej, ukazującej się co miesiąc serii fantasy pt. Elfenzeit (z niem. Czas Elfów). Pomysłodawczynią serii była Zietsch. Zgromadziła ona wokół siebie grupę współautorów i razem z nimi publikuje pod pseudonimem Susan Schwartz kolejne powieści. Seria należy do podgatunku Urban fantasy.
Uschi Zietsch jest samodzielną pisarką, mieszka w Unterallgäu i obok swojego pisarstwa, organizuje również seminaria dla początkujących autorów w Austrii i Niemczech. Publikuje w wydawnictwie Fabylon, gdzie jako współwłaścicielka i wydawca antologii pełni też funkcje redaktora i lektora. Na początku 2007 rozpoczęła się w tym właśnie wydawnictwie seria science-fiction pt. SunQuest, której współautorką i redaktorką jest Zietsch.

## Twórczość

### Śniące Uniwersum
Śniące Uniwersum (z niem. Träumendes Universum), to cykl powieści o światach takich jak Leśne Morze (z niem. Waldsee), Xhy – świat demonów czy Gwiezdna Chmura (z niem. Sternwolke)
- Sternwolke und Eiszauber (1986)
- Der Stern der Götter (1989)
- Kroniki Leśnego Morza (z niem. Chroniken von Waldsee) to trylogia opowiadająca o losach Rowarna, chłopca pół-Nauraka.
  - Dämonenblut (kwiecień 2008)
  - Nachtfeuer (lipiec 2008)
  - Perlmond (październik 2008)

- Nauraka – Volk der Tiefe (15 września 2009)

Akcja tej powieści rozgrywa się 1000 lat po przygodach Rowarna i opowiada o niemal już zapomnianych Naurakach, ludziach morza.
- Fyrgar – Volk des Feuers (zapowiedź na grudzień 2010)

Powieść o nieśmiertelnych ludziach ognia.

### Czas Elfów
Czas Elfów (z niem. Elfenzeit), to seria, której pomysłodawczynią jest Uschi Zietsch. Powołała ona zespół autorów, w którego skład wchodzą:
1. Michael Marcus Thurner (autor tomu drugiego i szóstego)
2. Verena Themsen (autorka tomu trzeciego i siódmego)
3. Jana Paradigi (autorka tomu dziesiątego)
4. Cathrin Hartmann (autorka tomu jedenastego)
5. Claudia Kern (autorka tomu trzynastego)
6. Stephanie Rafflenbeul (autorka tomu czternastego)
7. Stephanie Seidel (autorka tomu szesnstego)
8. Katharina Brenner (czyta tomy od pierwszego do trzeciego)

Zietsch jest autorką tomów: pierwszego, czwartego, piątego, ósmego, dziewiątego, dwunastego i piętnastego, wydanych pod pseudonimem Susan Schwartz.
- Der Hauch der Anderswelt
- Der Löwe von Venedig
- Schatten des Totenreiches
- Insel von Feuer und Nebel
- Im Bann der Dunklen Königin
- Ragnarök
- Die Goldenen Äpfel

Seria ma mieć docelowo dwadzieścia tomów.

### Cykl Shaikan
- Spellforce 1: Windflüsterer (15 marca 2006) ISBN 978-3-8332-1324-3.
- Spellforce 2: Erben der Finsternis (15 listopada 2006) ISBN 978-3-8332-1454-7.
- Spellforce 3: Sturm auf Shaikur (15 sierpnia 2007) ISBN 978-3-8332-1573-5.

### Seria Perry Rhodan
Pod pseudonimem Susan Schwartz.

#### Cykl 24: Das grosse kosmische Rätsel: Die grosse Leere
- Zeszyt 1652: Im Netz des Quidor
- Zeszyt 1662: Welt ohne Schatten
- Zeszyt 1673: Die Offenbarung der Veego
- Zeszyt 1681: Kurs Milchstraße
- Zeszyt 1689: Rendezvous auf Phegasta
- Zeszyt 1698: Die Schule der Theans

#### Cykl 25: Das grosse kosmische Rätsel: Die Ayindi
- Zeszyt 1713: Im Bann der Abruse
- Zeszyt 1720: Kommandant der Abruse
- Zeszyt 1730: Der Verbündete
- Zeszyt 1738: Der alte Thean
- Zeszyt 1739: Der Tabubrecher

#### Cykl 26: Das grosse kosmische Rätsel: Die Hamamesch
- Zeszyt 1754: Phantome auf Schimos
- Zeszyt 1765: Der Imprint-Faktor
- Zeszyt 1775: Kommando Gonozal
- Zeszyt 1788: Testcenter
- Zeszyt 1796: Rückkehr der Sydorrier

#### Cykl 27: Thoregon: Die Tolkander
- Zeszyt 1808: Landung auf Lafayette
- Zeszyt 1817: Krieger der Gazkar
- Zeszyt 1833: Trokans Tor
- Zeszyt 1843: Zwischen zwei Herren
- Zeszyt 1848: Zerrspiegel
- Zeszyt 1851: In die Traumsphäre
- Zeszyt 1862: Aufbruch der Herreach
- Zeszyt 1868: Hoffnung der Tolkander
- Zeszyt 1869: Der Gesang der Kleinen Mütter

#### Cykl 28: Thoregon: Die helliotischen Bollwerke
- Zeszyt 1886: Nach der Apokalypse
- Zeszyt 1894: Das vergessene Volk
- Zeszyt 1896: Duell der Zwerge

#### Cykl 29: Thoregon: Der sechste Bote
- Zeszyt 1902: Bei den Setchenen
- Zeszyt 1903: Bebenalarm
- Zeszyt 1919: Die Goldnerin
- Zeszyt 1923: Friedensmission
- Zeszyt 1938: Die Farben des Bösen
- Zeszyt 1944: Hass gegen Alashan

#### Cykl 30: Thoregon: MATERIA
- Zeszyt 1956: Das Haus der Nisaaru
- Zeszyt 1968: Ketzer der Tazolen
- Zeszyt 1982: Gefangene der Algioten
- Zeszyt 1989: Countdown für Chearth
- Zeszyt 1996: Wenn Tazolen meutern

#### Cykl 31: Die solare Existenz
- Zeszyt 2011: Das Fluut von Yuna
- Zeszyt 2017: Das Kind und der Pflanzenvater
- Zeszyt 2031: Die Sprinter von Ertrus
- Zeszyt 2040: Der Galaktische Mediziner
- Zeszyt 2051: Flucht aus Thantur-Lok
- Zeszyt 2060: Geburt eines Helden
- Zeszyt 2071: Der siebte Ritter
- Zeszyt 2079: Die Genetiker von Rynkor
- Zeszyt 2081: Gruppe Sanfter Rebell
- Zeszyt 2094: Der Mutant und der Zwilling

#### Cykl 32: Das Reich Tradom
- Zeszyt 2094: 2108 Samahos Erbe
- Zeszyt 2094: 2109 Tagebuch der SOL
- Zeszyt 2094: 2121 Turm der Visionen
- Zeszyt 2094: 2130 Der Wurm der Aarus
- Zeszyt 2094: 2131 Der Schwarmer
- Zeszyt 2094: 2141 Der verlorene Wurm
- Zeszyt 2094: 2148 Galaktische Feuerprobe
- Zeszyt 2094: 2157 Die Stimme des Propheten
- Zeszyt 2094: 2158 Die Wurmreiter
- Zeszyt 2094: 2164 Kinder der Sterne
- Zeszyt 2094: 2172 Projekt Finsternis
- Zeszyt 2094: 2176 Thoregons Kinder
- Zeszyt 2094: 2177 Das Zirkular

#### Cykl 33: Der Sternenozean
- Zeszyt 2202: Der Hyperschock

#### Cykl 35: Negsphäre
- Zeszyt 2412: Das Wasser vom Aar

#### Biblioteka Autorów
- Tom 5: Quinto Center (2003)

#### Publikacje Wydawnictwa Pabel Moewing
- Tom 370: Welt der Prospektoren
- Tom 375: Chandris Welt

### Seria Atlan

#### Miniseria Centauri
- Zeszyt 08: Erben der Lemurer

#### Cykl Obsidian
- Zeszyt 04: Tamiljon

### Seria Maddrax: Die dunkle Zukunft der Erde
Pod pseudonimem Susan Schwartz.
- Tom 123: Auf dem Insektenthron
- Tom 130: Höllenfahrt
- Tom 138: Tödliche Fracht
- Tom 151: Zu fernen Ufern
- Tom 161: Der Kristallschlüssel
- Tom 162: Wer den Sturm sät...
- Tom 163: Canyon der Toten Seelen
- Tom 173: Der Prophet aus der Wüste
- Tom 174: Die Seuche
- Tom 175: Rückkehr zu Erde
- Tom 189: Die Regenbogenschlange (wspólnie ze Stephanie Rafflenbeul, piszącą pod ps. Michelle Stern)
- Tom 196: Auf der Flucht (wspólnie z Janką Ptacek, piszącą pod ps. Jana Paradigi)
- Tom 209: Die fliegende Stadt (wspólnie z Janką Ptacek, piszącą pod ps. Jana Paradigi)

### Sun Quest
Pod pseudonimem Susan Schwartz

#### Cykl 1: Dies Cygni
- Tom 1: Fathomless (wspólnie z Ernstem Vlcekiem) ISBN 978-3-927071-17-9.
- Tom 6: Tenebrae (wspólnie z Uwe Antonem) ISBN 978-3-927071-22-3.

#### Cykl 2: Quinterna
- Tom 7: Der dunkle Mond (wspólnie z Hubertem Haenselem) ISBN 978-3-927071-27-8.
- Tom 12: ELIUM (wspólnie z Markiem A. Herrenem) ISBN 978-3-927071-32-2.

### Bad Earth
Seria powieści pod pseudonimem Susan Schwarz.
- Tom 2: Hinter dem Horizont
- Tom 7: Die hermetische Galaxis

Powieści zeszytowe również pod pseudonimem S. Schwarz.
- Zeszyt 12: Planet der Kriege
- Zeszyt 17: Die neue Menschheit (razem z Manfredem Weinlandem)
- Zeszyt 18: Endstation der Träume (razem z Manfredem Weinlandem)
- Zeszyt 27: Die Arche der Foronen
- Zeszyt 28: Das Ende der Freiheit

### Das Schwarze Auge
Powieści zeszytowe wydane nakładem wydawnictwa Heyne.
- Zeszyt 2: Tuan der Wanderer
- Zeszyt 8: Der Drachenkönig

### Książeczki dla dzieci

#### Seria Tiere, Freunde fürs Leben
W 2000 wydane zostały części od 1 do 6 pod pseudonimem Susan Schwartz.
- Mira, die Heldin
- Cleos großer Sieg
- Gib nicht auf, Max!
- Minka, wo bist du?
- Einsteins beste Idee
- Fees großer Auftritt

W 2001 na rynku pojawiły się część 7 i 8.
- Sunny jagt den Dieb
- Minni kommt groß raus

W 2002 Zietsch napisała część 10 i 11.
- Wohin gehörst du, Ole?
- Fenja, einfach klasse!

### Inne
- 1988 – Der Traum der Wintersonne ISBN 978-3-927071-01-8.
- 1989 – Hades ISBN 978-3-927071-03-2.
- 1993 – Der Alp (nowela) ISBN 3-927071-11-0.
- 1997 – Schneeflöckchen und der Major ISBN 978-3-548-24083-1.

## Nagrody i wyróżnienia
- 1989 – Nagrodą Kurda Laßwitza (3 miejsce) za powieść Der Traum der Wintersonne
- 2005 – Nagroda Literacka Berlińskiego Muzeum Filmowego za kryminalne opowiadanie Der künftige Mord
- 2008 – Nagroda Amnesty International i Armin T. Wegner Gesellschaft w konkursie o tematyce praw człowieka za opowiadanie Aische